# Walter Beier
Walter Beier (* 9. Mai 1925 in Leipzig; † 27. Dezember 2016 ebenda) war ein deutscher Biophysiker und Hochschullehrer.

## Leben
Nach dem Besuch der Volksschule absolvierte Beier eine Lehre zum Feinmechaniker, die er 1942 abschloss. Danach ging er an die Ingenieurschule für Luftfahrttechnik in Thorn. 1944 wurde er zur Wehrmacht einberufen. Nach seiner Rückkehr aus dem Kriegsdienst 1945 setzte er sein Studium an der Ingenieurschule Leipzig bis 1946 fort. Im Anschluss nahm er ein Physikstudium an der Universität Leipzig auf, das er 1950 mit der Promotion zum Dr. phil. abschloss. Er blieb als Assistent an der Universität, wo er 1954 habilitierte. 1955 erhielt er eine Dozentur für Physik an der Mathematisch-Naturwissenschaftlichen Fakultät und 1958 eine Professur mit Lehrauftrag für Biophysik an der Medizinischen Fakultät. 1969 wurde er ordentlicher Professor. Aufgrund von Invalidität trat er mit 60 Jahren in den Ruhestand und war ab 1983 freiberuflich tätig.
Die Forschungsschwerpunkte von Beier waren Physik und Biophysik. Er wurde 1973 als Mitglied der Sektion Biochemie und Biophysik in die Deutsche Akademie der Naturforscher Leopoldina aufgenommen und war Mitglied des wissenschaftlichen Beirats für Medizin beim Staatssekretariat für das Hoch- und Fachschulwesen der DDR.
Seine Grabstätte befindet sich auf dem Friedhof in Kleinzschocher.

## Schriften (Auswahl)
- (mit Erich Dörner): Der Ultraschall in Biologie und Medizin. Leipzig 1954.
- (mit Erich Dörner): Isotopen-Fibel für den Arzt. Leipzig 1957.
- Biophysik. Leipzig 1960.
- Wilhelm Conrad Röntgen. Leipzig 1965.
- Einführung in die theoretische Biophysik. Stuttgart 1965.
- (mit Siegfried Wunderlich): Aufgabensammlung zur Biophysik für das Grund- und Fachstudium in Medizin, Tierproduktion-Veterinärmedizin und Biowissenschaften. Leipzig 1973.
- (mit Siegfried Wunderlich): Aufgabensammlung zur Biophysik für Biologen, Mediziner und Veterinärmediziner. o. O., o. J. [Weinheim, 1974].
- (mit Siegfried Wunderlich): Aufgabensammlung zur Biophysik für das Studium der Medizin sowie der Tierproduktion-Veterinärmedizin und der Biowissenschaften. 3., überarb. Aufl., Leipzig 1985.

## Ehrungen
- 1971 Dr. sc. phil.-Titelverliehung